# Northwest League
La Northwest League è una lega minore del baseball nordamericano, classificata come classe A. Discende direttamente dalla Western International League, che fu Classe B fra il 1937 e il 1951 e classe A fra il 1952 e il 1954. Nel 1955 cambiò nome e tornò classe B.
La Northwest League (o la Northwestern League) è esistita sotto varie forme dal 1901, mentre l'attuale è nata nel 1955. Le squadre della prima edizione furono Salem Senators, Eugene Emeralds, Yakima Bears, Spokane Indians, Tri-City Braves, Wenatchee Chiefs e Lewiston Broncs. Alla 50ª edizione della lega cinque di queste erano ancora in gara.
La lega è classificata come short-season di Classe A, il che significa che la stagione non parte fino a giugno, quando le squadre della Major League Baseball hanno firmato le proprie scelte, e finisce in settembre. Ha otto squadre, ciascuna legata ad una della MLB.
I campioni in carica sono i Salem-Keizer Volcanoes.

## Ex squadre della NL (1955-)
- Bellingham Dodgers
- Bellingham Giants
- Bellingham Mariners
- Bend Bucks
- Bend Phillies
- Bend Rainbows
- Bend Rockies
- Bend Timber Hawks
- Blue Mountain Bears
- Boise A's
- Boise Buckskins
- Boise Hawks
- Central Oregon Phillies
- Eugene Emeralds
- Everett AquaSox
- Everett Giants
- Grays Harbor Loggers
- Grays Harbor Mets
- Grays Harbor Ports
- Lewiston Broncos
- Medford Athletics
- Medford Dodgers
- Medford Giants
- New Westminster Frasers
- North Bend-Coos Bay Athletics
- Portland Mavericks
- Portland Rockies
- Rogue Valley Dodgers
- Salem Angels
- Salem Dodgers
- Salem Senators
- Salem-Keizer Volcanoes
- Seattle Rainiers
- Southern Oregon Athletics
- Southern Oregon Timberjacks
- Spokane Indians
- Tri-City A's
- Tri-City Angels
- Tri-City Atoms
- Tri-City Braves
- Tri-City Dust Devils
- Tri-City Padres
- Tri-City Ports
- Tri-City Triplets
- Vancouver Canadians
- Victoria Mussels
- Walla Walla Bears
- Walla Walla Islanders
- Walla Walla Padres
- Walla Walla Phillies
- Wenatchee Chiefs
- Yakima Bears
- Yakima Valley Braves

## Giocatori famosi
Tre ex-giocatori della Northwest League sono stati inseriti nella Baseball Hall of Fame: Reggie Jackson (Lewiston Broncs, 1966), Ozzie Smith (Walla Walla Padres, 1977), and Tony Gwynn (Walla Walla Padres, 1981).
Altri ex famosi sono:

-Sandy Alomar, Jr. (Spokane Indians, 1984)

-Garrett Atkins (Portland Rockies, 2000)

-Jim Bounton (Portland Mavericks, 1973 & 1977)

-Jason Bartlett (Eugene Emeralds, 2001)

-José Canseco (Medford A's, 1983)

-Eric Davis (Eugene Emeralds, 1980-81)

-Todd Field (Portland Mavericks batboy, 1976 & 1977)

-Chone Figgins  (Portland Rockies, 1998)

-George Foster (Medford Giants, 1968)

-Julio Franco (Central Oregon Phillies, 1979)

-Tom Gordon (Eugene Emeralds, 1987)

-Khalil Greene (Eugene Emeralds, 2002)

-Ken Griffey, Jr. (Bellingham Mariners, 1987)

-Pedro Guerrero  (Bellingham Dodgers, 1974)

-Rickey Henderson (Boise A's, 1976)

-Rick Monday (Lewiston Broncs, 1965)

-Joe Nathan (Bellingham Giants, 1995; Salem-Keizer Volcanoes, 1997)

-Mike Piazza (Salem Dodgers, 1989)

-Kurt Russell (Portland Mavericks, 1977)

-Mike Scioscia (Bellingham Dodgers, 1976)

-Reggie Thomas (Portland Mavericks, 1975 & 1976)